# Saco, Montana
Saco är en ort i Phillips County i delstaten Montana, USA.